# Venalidad de los cargos
La venalidad era un sistema de adjudicación de ciertos cargos públicos a cambio de un precio tasado. Procedente de la  antigua Roma, fue ampliamente utilizado en Francia durante la Edad Media y la Moderna, la práctica también se dio en menor grado en varios países de Europa, en distintos ámbitos y formas:

Hine rapti fasces pretio sectorque favoris ipse sui populus, letalisque ambitus urbi annua venali referens certamina campo. Lucano, De bello civili, libro 1.

Los hombres encargados de administrar justicia y de la gestión financiera eran, hasta el siglo XVI, en Francia lo mismo que en todos los demás países, servidores del rey, elegidos o aprobados por él, y a los cuales podía destituir. Pero, ya en la Edad Media, los reyes empezaron a considerar ciertos cargos como un medio para proporcionar dinero a los erarios. Vendieron primeramente los cargos de tabelión o notario, es decir, el derecho a redactar los documentos de los particulares, y los cargos de escribano, que daban el derecho de hacer copias de las sentencias. En el siglo XV se vendieron también las funciones de algunos tipos de juez.

## La venalidad en Francia
El rey, al nombrarlos, les mandaba una comunicación, en la que decía haberles elegido para permanecer en funciones "en tanto nos plazca". Los Estados generales de 1484 protestaron contra este abuso, y Luis XII prohibió vender los cargos (se les llamaba oficios). Ordenó que todos los funcionarios, antes de entrar en el cargo, jurasen no haber dado nada para obtenerlo.
Pero el rey tenía demasiada necesidad de dinero para rehusar las ofertas de los ricos banqueros, deseosos de obtener cargos. Luis XII vendió funciones de Hacienda y el rey Francisco I de Francia vendió todos los cargos de justicia.
En 1522 se creó la oficina de las partidas eventuales. Desde ese momento los cargos se vendieron públicamente en nombre del rey, depositándose el precio de la venta en una caja especial. El que compraba el cargo, antes de tomar posesión de él, prestaba, sin embargo, el juramento de que no había dado nada para adquirirlo. Este perjurio obligatorio no fue abolido hasta fines del siglo XVI. Excepto los cargos de la casa del rey, ni los grados del ejército, que no se vendían, los otros cargos llegaron a ser venales.
Pronto se crearon cargos inútiles, expresamente para venderlos. En Hacienda se crearon a miles de recaudadores y electos. En la administración de justicia se crearon cargos de consejeros de los Parlamentos.
La justicia se administraba en su nombre por sus lugartenientes, que habían hecho estudios de Derecho, el lugarteniente civil para los pleitos y el lugarteniente criminal para los asuntos criminales. Todos juzgaban solos, pero de ordinario hacían que les ayudasen algunos abogados de su tribunal, que le servían de consejeros.
En tiempo de Enrique II, para tener nuevos cargos que vender, se cambiaron estos consejeros en funcionarios. En cada ciudad donde había un bailiaje, se creó un tribunal presidial, formado por dos lugartenientes y siete consejeros. Se crearon de una vez 32, luego otros más. Se estableció también, por bajo de los Parlamentos, un nuevo grado de jurisdicción al que los litigantes debieron llevar sus causas.
La venalidad de los cargos creó en Francia una especie de personajes desconocidos en el resto del mundo. Como el oficial había comprado su oficio, no podía ser destituido, a menos de que se le condenara por un delito, y venía a ser funcionario vitalicio. Habiendo comprado el cargo, le consideraba como una propiedad. A su muerte, el cargo habría debido volver al rey, pero se admitió que el oficial tuviera el derecho de reasignar, es decir, de presentar la dimisión designando su sucesor. Era preciso solamente que lo resignara cuarenta días antes de morir, y, si moría antes, el cargo volvía al rey, que lo vendía de nuevo.
Al vender el cargo, no se atendía más que al dinero que se podía sacar de la venta, no se exigía del comprador ninguna condición de capacidad. Verdad es que, antes de dar posesión a un juez, había de hacerse una información acerca de su conducta y se le obligaba a sufrir un examen; pero no se pedía ningún grado universitario y en el examen jamás era nadie desaprobado.
Los poseedores de cargos debían percibir un salario, que se llamaba gajes. Pero el rey, siempre necesitado de dinero, descuidaba con frecuencia de pagarlos. Los jueces tomaron la costumbre de hacerse pagar por los litigantes, antes de dictar sentencia. Tratábase al principio de un regalo en especias, luego fue una suma de dinero, pero siguió la denominación de especias. Los oficiales de Hacienda se servían también de su poder para sacar dinero a los administrados. Como el rey vendía los cargos, ellos tenían el derecho de explotar a los súbditos del rey.
Durante un siglo, todo el mundo en Francia protestó contra la venalidad de los cargos. Excepto Montesquieu:

Montesquieu aprueba la venalidad de los empleos públicos en las monarquías, porque ella produce el efecto de que se haga como un oficio de familia lo que no se querría emprender por la virtud, destina cada uno a su deber, y hace más permanentes los órdenes del Estado, además de que la casualidad debe dar mejores empleados que la elección del príncipe , puesto que cuando los empleos no se venden por reglamento público, los venden del mismo modo la indigencia y codicia de los cortesanos. Pero otros se horrorizan del monstruo de la venalidad, que suponen nacido de la prodigalidad de los reyes que llegan a caer en la indigencia y del orgullo de algunos ciudadanos cuyos padres tenían mucho dinero, no extrañando que Montesquieu haya escrito tales paradojas, pues su tío compró y le dejó el empleo de presidente en una provincia. .

La venalidad duró, sin embargo, hasta la Revolución Francesa. Fue restablecida en parte desde la soberanía de Napoleón I.